# 范時軒
范時軒（英文名：Amanda Fan，1985年6月19日—），新竹客家人，畢業於輔仁大學新聞傳播學系。大學時在製作公司擔任電視節目企劃執行，後被製作人挖掘，擔任外景主持人，大學畢業後以外景主持人出道，以戲劇為重心，演出作品包括《含笑食堂》、《在河左岸》、《紫色大稻埕》、《台北愛情捷運》、《陂塘》、《積木之家》等，並參與舞台劇《灣生》的演出，擔任女主角。2015年7月赴英國倫敦參與電影《接線員》（The Receptionist）的拍攝。2018年已退出演藝圈，本名范毓馨，轉戰保險業務工作。
時常參與醫院、養老院等志工服務，曾在2014年台北捷運襲擊事件後發起「我坐捷運，送您花」行動。個性直率、笑稱自己雞婆又愛管閒事，坐公車捷運看到不正義的事情時，常常會忍不住出手關心。

## 作品

### 電視
| 頻道       | 作品             | 飾演   |
| ---------- | ---------------- | ------ |
| 三立都會台 | 勇士們           | 雷梅芳 |
| 三立都會台 | 我們發財了       | 西西   |
| 三立台灣台 | 含笑食堂         | 張宜君 |
| 三立台灣台 | 天下女人心       | 顧雅萍 |
| 三立台灣台 | 世間情           | 郭維妮 |
| 三立台灣台 | 紫色大稻埕       | 桃妹   |
| 大愛       | 春暖向陽天       | 明璇   |
| 大愛       | 阿清的人生三部曲 | 阿咪   |
| 大愛       | 幸福在我家       | 邱淑貞 |
| 大愛       | 歸·娘家          | 吳貞儀 |
| 大愛       | 稻香家味         | 賴燕珠 |
| 大愛       | 若是來恆春       | 彭湘惠 |
| 大愛       | 有你陪伴         | 李美欣 |
| 大愛       | 阿英的成長日記   | 李依潔 |
| 大愛       | 雨過天青         | 金妹   |
| 大愛       | 與愛同行         | 戴惠姿 |
| 大愛       | 姊姊向前衝       | 淑霞   |
| 客家電視台 | 陂塘             | 阿芳   |
| 客家電視台 | 在河左岸         | 小莉   |
| 客家電視台 | 台北歌手         | 婉如   |
| 台視       | 植劇場-積木之家  | 小莉   |
| 台視       | 牡丹花開         | 珊珊   |
| 公共電視台 | 魔幻對決         | 阿芬   |
| 公共電視台 | 不死三振         | Amy姐  |
| 公共電視台 | 我們與惡的距離   | 阿玲   |

### 電影
| 年份 | 片名                            | 角色 | 導演     | 備註     |
| ---- | ------------------------------- | ---- | -------- | -------- |
| 2017 | 接線員(The Receptionist)        | Mei  | 盧謹明   |          |
| 2016 | 奉子不成婚(The Thin Blue Lines) | 靜香 | 北村豐晴 | 電視電影 |
| 2019 | 阿虎(A-Hu)                      | 阿芬 | 鄭倫境   |          |

### 主持
1. 客家電視台 《旅行好食客》、《作客他鄉》、《奧林Ｐ客》
2. 華視 《圓夢巨人》（外景主持與棚內助理主持）
3. 中天 《閩台旺旺遊》
4. 東森亞洲台 《亞洲最好客》
5. 東森綜合台 《I 客家》

### 舞台劇
2014年，《灣生》，飾演秋菊。

## 外部連結
- 范時軒的Facebook專頁
- 范時軒的新浪微博
- 范時軒在香港影庫上的簡介